# Violencia (película)
Violencia es una película dramática colombo-mexicana de 2015, ópera prima escrita y dirigida por Jorge Forero en su debut como director, y protagonizada por David Aldana, Rodrigo Vélez  y Nelson Camayo. Fue estrenada en el Festival Internacional de Cine de Berlín el 7 de febrero de 2015.
La película trata el conflicto armado en Colombia centrándose en tres historias inconexas de la cotidianidad de un secuestrado por la guerrilla, un joven bogotano usado como falso positivo por el ejército y un comandante paramilitar.

## Reparto
- Rodrigo Vélez — Secuestrado hace varios años.
- David Aldana — Adolescente bogotano que en busca de una oportunidad laboral.
- Nelson Camayo  — Comandante paramilitar.

## Temática
Violencia es una película que trata sobre los diferentes actores del conflicto armado colombiano: la guerrilla, los paramilitares y el ejército. El objetivo principal del director Jorge Forero con la película es «aproximarse a la violencia desde las personas que viven en ella, sin juzgar,[...] sin justificar ni intentar determinar si está bien o mal, es una propuesta necesaria en medio de tanta polarización que hay en el país. [...] acercarnos a aquellos que asumen la violencia con pasmosa naturalidad desde su cotidianidad nos ayuda a tener una visión más amplia, logrando identificarnos con ellos no por lo que viven diariamente sino por la posibilidad de reconocerlos y validarlos como seres humanos».
La cinta abarca este tema desde el punto de vista de lo humano, sin la necesidad de ser «explícita, gráfica, amarillista o morbosa, sino fijada en los detalles de la cotidianidad de la violencia», tampoco cuenta una historia concreta, no se rige bajo la estructura tradicional de un principio, un desarrollo y fin, los personajes no tienen nombres ni apellidos. De hecho, Forero considera su película como «rara porque no se parece a nada de lo que haya visto antes».
Proimágenes, una página web especializada en cine colombiano, asegura que «Las historias son sobre las víctimas y los victimarios del conflicto, reflexionando sobre el lado humano de la historia, sobre los conflictos internos de las personas, no como buenas o malas, sino complejas. Es una película sobre lo que olvida la guerra: los seres humanos».
«Violencia es una película cruda, descarnada y visceral sobre las víctimas y los victimarios de la guerra en Colombia» asegura Forero. Proimágenes escribió en su página: «es un tríptico sobre las personas que viven la guerra y no sobre las causas del conflicto, que se desarrolla en la vivencia de la violencia desde la individualidad, pasando por la experiencia familiar hasta llegar a la práctica social. La primera historia es la de un secuestrado por la guerrilla que lleva muchos años privado de su libertad en la selva, que lenta y gradualmente se va pudriendo en su cárcel a cielo abierto. Es la historia del desmoronamiento interno del personaje mientras el mundo sigue igual. La segunda es la de un muchacho pobre que, buscando salir adelante y que ante la falta de oportunidades, acepta un trabajo ilegal que resulta ser un engaño del ejército nacional, el cual lo asesina para presentarlo como guerrillero muerto en combate. Es el fin del futuro y de los sueños de un personaje al cual la sociedad le cerró las puertas. La tercera y última historia es la de un instructor paramilitar que enseña a torturar y descuartizar a sus víctimas. Tres historias, tres sentimientos diferentes, tres puntos de vista, un solo conflicto».

## Producción

### Inspiración y guion
En entrevista con El Nuevo Herald, Jorge Forero relató que la idea de la película «nació cuando en una silla a las afueras de un bar, una noche, junto con mi productora y amiga Diana Bustamante, el dolor y la frustración de sentir cómo la violencia en la cotidianidad, desde el más pequeño gesto con el taxista hasta las masacres en el campo, nos es natural, fue tan fuerte que nos llevó a hacer algo al respecto desde lo que sabemos hacer: el cine». Además señaló que alrededor del año 2010 empezó «un proceso de auto reflexión», en el que consideró su propia dificultad de relacionarse con los demás y su dolor. En propias palabras de Forero: «Tanto dolor nos volvió indolentes. Ante situaciones tan fuertes sólo nos preocupamos por el bienestar de nuestro núcleo cercano. Dejamos de generar vínculos afectivos con el resto del mundo para evitar el dolor. No se podría manejar tanto dolor. Y el peor resultado de la indolencia es que dejamos de valorar al otro como un ser humano, y se convierte en un algo, una estadística, un número».
Dentro del referente cultural que influenciaron a Forero, el cineasta consideró importante el libro La Violence et le sacré (La violencia y lo sagrado, 1972) de René Girard, como también la obra literaria Las formas de la violencia (2009) de Xavier Crettiez. La estética de la cinta fue influenciada por cineastas como Gus Van Sant, Lars von Trier y Gaspar Noé, entre otros.

### Preproducción
El entonces proyecto de largometraje de Jorge Forero producido por Burning Blue, Violencia, participó en el Encuentro de Productores del Festival de Cine Iberoamericano de Huelva 2010 y en 2011, en donde recibió una beca de Desarrollo del Programa Ibermedia. En la primera edición del evento Puentes-Australab 2012 participó en dos workshop, el primero de ellos en Montevideo (Uruguay) entre el 25 y el 29 de abril, y el segundo en Valdivia (Chile), entre el 3 y 7 de octubre, durante el festival de cine.
En la edición 32 del Festival Internacional de Cine de Amiens (Francia) que se llevó a cabo del 16 al 24 de noviembre de 2012, el proyecto fue premiado con 10.000 € a través de la 17.a entrega del Screenplay Developement Fund. En este evento compitió contra 26 propuestas que se presentaron a las convocatorias de Latinoamérica, Asia, África y Francia.

### Elección del reparto
El primer actor en hacer parte del reparto fue Nelson Camayo —reconocido por su actuación en la cinta colombiana El páramo—, por su amplio recorrido en televisión y papeles similares.
Tras un casting amplio en Bogotá entre los grupos que practican un deporte urbano, fue escogido el actor natural David Aldana junto a su novia.
Faltando pocos días para el rodaje, el actor que había sido elegido para protagonizar canceló y fue contactado Rodrigo Vélez (El vuelco del cangrejo), un caleño que se ha dedicado al cine y al teatro. «A los pocos días de mandarle el guion llegó a Bogotá a rodar».

### Rodaje
El rodaje se realizó en dos etapas, la primera entre enero y febrero de 2014, y la segunda entre abril y mayo del mismo año, con un duración total de 17 días. Iniciando en Bogotá se trasladó el rodaje a Villavicencio, Nilo, Guasca y Arbeláez.
Finalizado el rodaje, Forero declaró: «El proceso de realización de Violencia fue una experiencia increíble al lograr reunir un equipo de gente maravillosa que se entregó a la película de corazón. Sin cada uno de ellos, esta película no se hubiera podido hacer. Fue la oportunidad de trabajar en un ambiente tranquilo, respetuoso y muy profesional para lograr llevar a cabo una película que fue un sueño desde hace ya varios años». A su vez Paola Pérez, miembro del cuerpo de productores de la película, aseguró: «haber concluido el rodaje de Violencia es un incentivo para seguir adelante en este camino de la experimentación visual y narrativa que ha caracterizado el cine que hacemos en Burning Blue[...]. Violencia es una película filmada en contra de muchos pronósticos y gracias al apoyo de personas con un talento increíble y de empresas que creen en nosotros, a quienes debemos una inmensa gratitud. Haber rodado en varios lugares aunque siempre se hace difícil por las condiciones de los diferentes terrenos, ha permitido que la película se haya podido nutrir gracias a la riqueza de los distintos escenarios».

## Estreno

### Festival Internacional de Berlín
Violencia se estrenó en la sección Forum el 7 de febrero de 2015, con tres presentaciones adicionales los días 9, 10 y 15 de febrero. Además de Violencia, Latinoamérica estuvo representada con películas como Brasil S/A de Marcelo Pedroso (Brasil); Beira-Mar de Filipe Matzembacher y Marcio Reolon (Brasil), H. de Rania Attieh y Daniel Garcia (Argentina), La maldad de Joshua Gil (México), Mar de Dominga Sotomayor (Chile, Argentina) y La mujer de barro de Sergio Castro San Martín (Chile, Argentina).

«Estar en Berlín es una bocanada de aire fresco a la cinematografía colombiana en estos tiempos en los cuales parece que la calidad de nuestro cine se está midiendo únicamente en resultados de utilidad y ganancia. Es la posibilidad de aportar a una cinematografía diversa, heterogénea, con diferentes puntos de vista y de hacer que sea inclusiva con todos, tanto los espectadores como los cineastas».
Jorge Forero en entrevista con El Colombiano.

### Otros festivales
Tras su estreno en el Festival Internacional de Cine de Berlín, Violencia se presentó en los siguientes festivales de cine:
| País                               | Festival                                                      | Fecha                    | Ref.                 |
| ---------------------------------- | ------------------------------------------------------------- | ------------------------ | -------------------- |
| Bandera de Turquía                 | Festival Internacional de Cine de Estambul                    | 4 de abril de 2015       | [ 14 ]               |
| Bandera de México                  | Festival de Cine Riviera Maya (sección Planetario)            | 25 de abril de 2015      | [ 14 ]               |
| Bandera de Brasil                  | Festival Internacional de Cine de Curitiba (Olhar de Cinema)  | 15 de junio de 2015      | [ 15 ] [ 16 ] [ 17 ] |
| Bandera de Croacia                 | Split Film Festival                                           | 13 de septiembre de 2015 | [ 18 ]               |
| Bandera de Polonia                 | Ars independent film festival                                 | 24 de septiembre de 2015 | [ 19 ]               |
| Bandera de la República Dominicana | Festival de Cine Global Dominicano (sección Miradas Hispanas) | 17 de noviembre de 2015  | [ 20 ]               |

### Estreno en Colombia
La primera proyección de Violencia en Colombia se realizó en la sección Colombia viva del primer Bogotá International Film Festival (BIFF), sirviendo como clausura de este evento el 16 de octubre de 2015.
Posteriormente y con el apoyo del programa Cineco Alternativo de Cine Colombia, la película se estrenó el 23 de octubre de 2015, con una proyección limitada de 2 días y quince salas de cine en 10 ciudades, siendo la primera vez que este programa proyecta una película contemporánea colombiana. Nasly Boudé, directora de contenido alternativo de Cine Colombia explica: «[...]Es una obra que debería estar exhibida en un museo casi que permanentemente. Es una apuesta muy fuerte de ellos y por eso quisimos respaldarla».

## Recepción y crítica
- Joseph Pearson de The Needle calificó la película con 4/5, pero expresó: «se necesita alguna información adicional que los colombianos saben de su propio país para poder apreciar plenamente la película».[22]
- Boyd van Hoeij de The Hollywood Reporter comentó: «ya que los personajes no tienen historias de fondo o metas claras, y los actos de violencia cuando suceden no son explícitos, es difícil para una audiencia mantener la paciencia simplemente viendo estos personajes inamovibles en su día a día, con el título de la película que se cierne sobre sus cabezas como una espada invisible y la audiencia esperando que algo terrible suceda».[23]
- La revista Semana describe la película como «Esta obra se va en contra de todos los clichés de las producciones sobre el conflicto. [...]Una película “rara” con un sonido impecable, con un gusto cuidadoso por los detalles, con una enorme riqueza visual; con un mensaje que no es fácil de digerir, [...]literalmente deja sin palabras a muchos espectadores».[4]
- Nasly Boudé, directora de contenido alternativo de Cine Colombia comenta: «Violencia fue hecha como un ejercicio audiovisual muy particular, se acerca más a una obra de arte que a una narración audiovisual común. [...]Es una obra que debería estar exhibida en un museo casi que permanentemente».[4]

### Tráiler y videos relacionados
- Tráiler oficial VIOLENCIA - una obra de Jorge Forero. en YouTube. (Burning Blue; 2015).
- Nota 6: "Violencia" Película Colombiana de Jorge Forero, en el Festival de Cine Berlín. en YouTube. (El Espejo, Canal Capital;2015).
- Making of de VIOLENCIA una obra de Jorge Forero - 23 y 24 de octubre. en YouTube. (Burning Blue; 2015).

- Datos: Q21414297